# Гильом-Раймон (виконт Суля)

Виконтство Суль на карте Гаскони

Гильом-Раймон (Guillaume-Raymond), Гильом Фор II (Guillaume Fort II) (ум. 1120) — виконт Суля и части Лаведана с 1084.
Родился около 1050 года. Старший сын Раймона-Гильома, виконта де Суль.
Около 1085 года виконт Беарна Сантюль V, которому герцог Аквитании и Гаскони Гильом VIII передал право сюзеренитета на Суль, вызвал его для принесения оммажа. Тот отказался, и в ответ Сантюль V вторгся в Суль со своим войском и изгнал Гильома-Раймона.
В 1090 году Сантюль V погиб. После его смерти Гильом-Раймон и виконт Дакса Пьер I Арно собрали армию и в результате продолжительной и кровавой войны изгнали беарнские гарнизоны из своих владений.
Умер в 1120 году в преклонном для того времени возрасте.
Имя и происхождение жены не выяснены. Сын:
- Гассион (ум. после 1129), виконт Суля.